# Conflitos fronteiriços entre Síria e Israel (2012–presente)
Os conflitos fronteiriços sírio-israelenses começaram em 11 de novembro de 2012, quando morteiros da Síria caíram perto de um posto militar israelense nas Colinas de Golã ocupada por Israel. Israel respondeu disparando "tiros de advertência" para a Síria. Isso representou os primeiros incidentes transfronteiriços diretos entre os dois países desde a Guerra do Yom Kippur quase quarenta anos antes. Ambos os países reivindicam o controle das Colinas de Golã, que Israel capturou da Síria em 1967.

## Antecedentes
Durante a Guerra dos Seis Dias em 1967, Israel capturou as Colinas de Golã da Síria. Depois de uma tentativa frustrada de recuperar a região na Guerra do Yom Kippur de 1973, Síria e Israel mantiveram-se em uma trégua instável com a Organização das Nações Unidas monitorando a zona desmilitarizada que separa os países. Muitos países condenaram a ocupação israelense das Colinas de Golã, especialmente a sua anexação unilateral da área em 1981 e posterior construção de assentamentos.
A fronteira permaneceu calma por quase quatro décadas até o início da Primavera Árabe. Durante as as manifestações na fronteira israelense em 2011, manifestantes palestinos se aproximaram da fronteira e foram posteriormente atacados por forças israelenses. Quatro manifestantes foram mortos e dezenas ficaram feridos. Além disso, soldados israelenses ficaram feridos quando manifestantes tentaram cruzar a cidade drusa de Majdal Shams localizados no lado israelense da fronteira.
Com a Guerra Civil Síria avançando, os confrontos fronteiriços começaram a escalar com a repercussão dos conflitos no Líbano e na Turquia provocando temores de uma escalada para um conflito regional mais amplo. Em 2 de novembro de 2012, tanques sírios cruzaram a fronteira com a zona desmilitarizada administrada pela ONU e balas perdidas atingiram uma patrulha israelense na área. Israel respondeu em 5 de novembro com a apresentação de uma queixa junto do Conselho de Segurança das Nações Unidas, alegando que a Síria violou o acordo de 1974 sobre a retirada,  assinado após a Guerra do Yom Kippur.

## Incidentes
Em 11 de novembro, um morteiro perdido de combates no Distrito de Quneitra na Síria caiu perto de um posto militar israelense nas Colinas de Golã. Israel respondeu com um "disparo de advertência" e lançou uma declaração alertando ainda uma retaliação se os ataques persistirem. 
Em 12 de novembro, as forças do governo sírio começaram a bombardear posições oposicionistas no vilarejo de Bariqa perto da fronteira com Israel. Um jornalista estrangeiro relatou ter visto os combates do lado israelense da fronteira, com as forças do governo impelindo rebeldes para a fronteira com artilharia pesada. Cerca de trinta minutos depois, um projétil sírio caiu perto de Tel Hazeka nas Colinas de Golã. Israel retaliou bombardeando posições do governo sírio com tanques Merkava, resultando em "ataques diretos" sobre as origens do disparo. De acordo com a Rádio do Exército de Israel, o governo Assad pediu que Israel pare de disparar, embora não fosse claro se o bombardeio israelense causou quaisquer vítimas.
Em 17 de novembro, houve um outro incidente onde disparos do exército sírio atingiram uma patrulha das Forças de Defesa de Israel perto da zona desmilitarizada, danificando um jipe embora não houvesse registro de feridos. A artilharia israelense respondeu bombardeando a posição do exército e o exército sírio reagiu com morteiros. Israel confirmou um ataque direto sobre a origem do disparo e afirmou que soldados sírios podem ter sido mortos pelo incidente.
No dia 30 de janeiro de 2013, caças israelenses atacaram um comboio de veículos na fronteira libanesa, na parte síria, acreditando que seriam armas sendo contrabandeadas pelo grupo Hezbollah. Dentro dos veículos estariam vários mísseis SA-17, de fabricação russa, lançadores de foguetes e outros equipamentos militares que poderiam ser supostamente usados contra Israel.
Em 4 de março, uma instalação militar síria (que continha equipamentos, armas e munição) teria sido atacada por aviões israelenses. Ao menos 42 soldados sírios teriam morrido. No dia seguinte, no aeroporto internacional de Damasco, um carregamento de mísseis iranianos, que teria como destino ou o Hezbollah ou para os próprios militares sírios, foi atacado por caças israelenses.
Em 21 de maio de 2013, tropas israelenses e militares sírios trocaram tiros na fronteira entre os dois países. Não houve baixas reportadas. Ambos os lados se acusaram mutuamente de terem iniciado o confrontamento.
Em 6 de junho, militantes da oposição síria tomaram a cidade de Quneitra, na fronteira siria-israelense, perto das Colinas de Golan ocupadas. Contudo, no mesmo dia, tropas do governo de Damasco atacaram rapidamente e recapturaram a cidade. O governo de Israel não comentou a recente escalada da violência entre rebeldes e forças do regime Assad perto de suas fronteiras. Em 12 de junho, soldados austríacos que integravam a força da ONU nas colinas de Golã iniciaram sua retirada da região.
Em 5 de julho, de acordo com a rede de TV americana CNN e com oficiais em Washington, a força aérea israelense conduziu um ataque aéreo contra um importante porto sírio na cidade de Latakia. O objetivo deste ataque seria atingir um carregamento de mísseis anti-navio Yakhont russos, que Israel considerava uma ameaça para suas forças navais no leste do mar Mediterrâneo. O comando das forças militares israelenses não comentaram as informações.
Em 17 de agosto, militares de Israel bombardearam posições do exército sírio ao longo da fronteira. Esta ação seria uma retaliação contra diversos tiros de morteiros supostamente disparados por forças de Bashar al-Assad contra as colinas de Golã.
Em 19 de março de 2014, a força aérea israelense atacou alvos militares no sul da Síria, matando pelo menos uma pessoa e ferindo outras sete. De acordo com o governo israelita, a região de fronteira entre os dois países fora tomada por "jihadistas e membros do Hezbollah" que teriam lançado ataques com bombas e morteiros contra o outro lado da fronteira, ferindo quatro soldados de Israel. O bombardeio teria sido uma retaliação contra estas ações. O regime sírio condenou os ataques. No começo de junho do mesmo ano, um civil israelense teria sido morto por disparos de militares sírios. Em resposta, aviões de Israel atacaram alvos militares da Síria, matando 4 pessoas e ferindo outras 9.
Em agosto de 2014, a cidade de Quneitra foi novamente tomada por militantes da oposição. Os confrontos deixaram 20 soldados do regime sírio e 4 rebeldes mortos. Um soldado israelense foi ferido no seu lado da fronteira por tiros vindos da Síria. Aviões de combate de Israel teriam bombardeado duas posições do exército sírio na colina de Golã, como retaliação.
No dia 23 de setembro, uma aeronave militar síria foi derrubada pelas forças de defesa israelenses. Este avião teria sobrevoado as Colinas de Golã, em uma área ocupada por Israel.